# Niederstetten
Niederstetten – miasto w Niemczech, w kraju związkowym Badenia-Wirtembergia, w rejencji Stuttgart, w regionie Heilbronn-Franken, w powiecie Main-Tauber-Kreis. Leży nad rzeką Vorbach, ok. 30 km na południowy wschód od Tauberbischofsheim, przy linii kolejowej Aschaffenburg – Crailsheim.

## Współpraca
Miejscowość partnerska:
- Kirschau, Saksonia
- Le Plessis-Bouchard, Francja